# Roberto Aguiar
Roberto Armando Ramos de Aguiar foi um jurista, filósofo e professor brasileiro.  Nasceu em 09 de novembro de 1940, em São Vicente, no Estado de São Paulo, e faleceu em Brasília, em 12 de julho de 2019.

## História de vida
“Essa bailarina que emerge não será diáfana e distante, não será de todos e de ninguém, não se porá acima dos circunstantes, mas entrará na dança de mãos dadas com os que não podem dançar e, amante da maioria, tomará o baile na luta e na invasão, pois essa justiça é irmã da esperança e filha da contestação. Mas o peculiar nisso tudo é que a velha dama inconstante continuará no baile, açulando seus donos contra essa nova justiça que não tem a virtude da distância nem a capa do equilíbrio, mas se veste com a roupa simples das maiorias oprimidas.
Essa nova justiça emergente do desequilíbrio assumido, do compromisso e do conflito destruirá aquela encastelada nas alturas da neutralidade e imergirá na seiva da terra, nas veias dos oprimidos, no filão por onde a história caminha. O que é justiça? É esta.”
Roberto Aguiar cursou os antigos ginasial e clássico no Colégio Dante Alighieri (1960), na cidade de São Paulo. Ingressou na Faculdade Paulista de Direito da Pontifícia Universidade Católica de São Paulo e bacharelou-se em Ciências Jurídicas e Sociais em 1965. No correr dos estudos jurídicos de sua graduação, inquieto com a formação clássica do curso de Direito e com os rumos político-sociais que o país tomava, encontrou lugar para desenvolver atividades acadêmica e política intensas junto à JUC – Juventude Universitária Católica e à Ação Popular – AP. Em pleno movimento político no seio das universidades, a JUC trouxe ao cenário do país destacados líderes para a União Nacional dos Estudantes (UNE), bem como para a Ação Popular; e, ainda, estimulou e participou da formação de organizações sindicais, como a dos trabalhadores rurais. 
Nesse momento (início dos anos 60), de grandes debates e conflitos internacionais, os estudantes da JUC, com crescente influência marxista, passaram a questionar a sociedade capitalista. Nos primeiros anos do regime militar no Brasil, culminou essa efervescência de ideias, trazida pelos estudantes e militantes contrários ao regime, com a divisão da Igreja Católica em dois núcleos de posições antagônicas. De um lado, os católicos conservadores que defendiam o regime militar, delatando e entregando, muitas vezes diretamente aos militares, diversos militantes políticos, inclusive integrantes da própria Igreja; e de outro lado, os católicos progressistas que combateram a ditadura militar veementemente, sendo certo que, um significativo número desses padres e demais católicos envolvidos foram assassinados, torturados ou, ainda, encontram-se desaparecidos até nossos dias. Deste descontentamento dos militantes da JUC surgiu a Ação Popular, da qual Roberto Aguiar foi militante ativo na defesa do socialismo humanista, contrário à ditadura do proletariado. Importa lembrar que a Ação Popular foi de fundamental importância como organização transformadora de muitos dos ícones políticos que surgiram na década de 70, sendo que, como o próprio Aguiar, foram participantes do movimento revolucionário armado, denominado Ação Popular Marxista-Leninista (APML). Ainda quando era estudante, Aguiar sofreu o peso da ditadura militar em seu corpo em sua alma. Foi preso e torturado. Da dor (in)suportada, Roberto Aguiar deu à luz a ilimitada produção jusfilosófica de intenso conhecimento de justiça e direito críticos, de sociedade e do ser humano; que cresce mais e mais a cada pulsar, vivo e vibrante como o seu falar.  
Aguiar lecionou no Seminário Maior do Ipiranga o curso de Filosofia Moderna no ano de 1966. Ocupou, logo em seguida, o cargo de Diretor do Ensino Médio das Centrais Elétricas de São Paulo, em 1967. Passou a viver na clandestinidade, vivenciou intenso treinamento em grupos políticos, mudando-se no ano de 1968 para Paris, na França. No período de 1968 a 1970, longe do Brasil, exercendo forte militância política, dentre outros trabalhos o de representação da UNESCO em países da África, começou a perceber a necessidade da luta política ser realizada na prática do ensino, nos trabalhos intelectuais, nas obras a serem debatidas, em uma relação entre dialética e diálogo para fomentar consciências críticas que busquem as libertações humana, social, da justiça. 
De volta ao Brasil, assumiu a cadeira da disciplina de Filosofia do Direito na Faculdade Paulista de Direito da PUC/SP (1970/1977), e publica seu primeiro livro: “Direito, Poder e Opressão”. “Direito, Poder e Opressão” mostrou a que veio. Marcou uma nova concepção do direito, "respaldada nas relações concretas entre os homens", desmistificando a visão romântica de neutralidade que é atribuída ao direito, pois este "não é imparcial, é sempre parcial por traduzir a ideologia do poder legiferante”. “(...) quem legisla é o grupo social que detém o poder, por deter o controle da vida econômica e consequentemente política de uma sociedade” A ideia de ordem jurídica equilibrada é superada no livro, afirmou Roberto Aguiar, “a justiça para ser exercida há de ser desequilibrada, pois nenhuma sociedade é equilibrada”. Neste passo, se o Direito é filho da luta, essa luta deve ser exercida por diversos atores, não apenas pelos juristas. A pressão social pelas mudanças surge da comunidade de vítimas – “os de baixo”. Nenhuma mudança virá de cima para baixo, pois nenhum grupo hegemônico ou poder dominante é suicida, como demonstra Aguiar. As cadeiras ocupadas pelo Professor Aguiar na Faculdade Paulista de Direito de São Paulo, naquele momento do seu retorno ao Brasil e à publicação do livro transformador para o estudo do Direito “Direito, Poder e Opressão”, (1970), foram Introdução à Ciência do Direito e Filosofia do Direito, nessa última como assistente, primeiramente, do Professor Franco Montoro.
Em 1971, assumiu o cargo de Diretor da Faculdade de Direito da Universidade Metodista de Piracicaba - SP, UNIMEP, e também as disciplinas de Introdução ao Estudo do Direito e Direito Civil, como professor da Faculdade de Direito. Nos anos de 1972 e 1973, cursou e concluiu pós-graduação em Metodologia do Trabalho Científico – PUC/SP. Roberto Aguiar defendeu com sucesso sua tese de doutoramento “Sobre a Imperatividade da Norma Jurídica”, em Filosofia do Direito, pela PUC/SP, em 1975. Em 1979, a convite do Conselho de Estudos Latino-Americano da Yale Univeristy, Roberto Aguiar lá ficou pelo período de um ano como pesquisador convidado, em New Haven, Connecticut, nos Estados Unidos da América.
De 1980 a 1985, trabalhou intensamente na criação do Programa de Pós-Graduação (mestrado), da Universidade Metodista de Piracicaba, além de assumir a disciplina de Antropologia Filosófica no curso de pós-graduação, desde sua criação. Da mesma feita, realizou a modificação do currículo da Faculdade de Direito da UNIMEP. Por toda década de 80, participou como membro de inúmeras bancas examinadoras do Curso de Pós-Graduação em Mestrado em Filosofia da Educação da UNIMEP; bem como Orientador de outras oito dissertações na mesma Pós-Graduação em Mestrado em Filosofia da Educação da UNIMEP. Em 1981, foi aprovado no Concurso Público para provimento da cadeira de Filosofia da Universidade Federal de Uberlândia, classificado em 1º lugar. Nessa condição, Roberto Aguiar participou como membro da Banca de Seleção para Professor Assistente de Sociologia da Educação na Universidade Federal de Uberlândia, 1982. No mesmo ano (de 1982), o Professor foi contratado pela UNIMEP para elaborar pesquisa sobre Metodologia do Trabalho Científico. A produção jurídica nesse ano de 1982 foi destacada pelo segundo livro publicado por Aguiar: “O que é justiça – uma abordagem dialética”. Nessa nova obra (publicada), ele afirma que a justiça é uma arma do Estado burguês para tornar as classes minoritárias sem força para reagir ao poder do Estado. Quem está no poder não consegue somente pela força bruta manter-se nele, é preciso uma legitimação. É necessário que se busque a proteção de uma instituição, de um órgão estatal ou de uma filosofia. A justiça só serve a isso: quando se tem o poder nas mãos, utilizam-no para oprimir as classes baixas da sociedade.
Em 1983, participou da Comissão de Estruturação do Curso de Formação e Aperfeiçoamento de Magistrados promovido pelo Tribunal Regional do Trabalho da 8ª Região e pela Universidade Federal do Pará, no nível de especialização. Nesse diapasão, assumiu como professor a disciplina de Estudo Crítico do Direito Privado no Curso de Formação e Aperfeiçoamento de Magistrados promovido pelo Tribunal Regional do Trabalho da 8ª Região, na Universidade Federal do Pará, entre os anos de 1983 a 1986.
Em 1985, recebeu o prêmio Alceu de Amoroso Lima da Comissão de Justiça e Paz da Arquidiocese de São Paulo pelo ensaio publicado em 1984, “LSN – a lei da insegurança popular”.
Aguiar foi aprovado no Concurso para Professor Titular de Filosofia do Direito da Universidade Federal do Pará, pela banca composta pelos seguintes professores – que avaliaram a tese ali apresentada “Incapacidades - Proteção ou Repressão?” – Prof. Dr. J.J. Calmon de Passos (UFBA); Prof. Dr. Dalmo de Abreu Dallari (USP); Prof. Dr. Luis Alberto Warat (UFSC); Prof. Dr. Benedito Nunes (UFPA); e, Prof. Dr. Roberto A. O. Santos (UFPA). O Professor Aguiar ministrou as seguintes disciplinas na UFPA, no curso de Pós-Graduação em Mestrado em Direito, entre os anos de 1986 a 1989: Cidadania, Sociedade e Direito; Teoria Política e do Estado; e, Epistemologia Jurídica.
Junto ao Núcleo de Altos Estudos Amazônicos, do FIPAM-NAEA, também foi professor no ano de 1989, no Curso de Especialização. Além de ter sido, no mesmo ano, professor da Universidade Popular – UNIPOP – Belém/Pará. 
Nos anos de 1985/1986 e 1990/1992 assumiu o cargo de Pesquisador do Núcleo de Estudos Estratégicos da UNICAMP.
Coordenou o Laboratório de Pesquisa do Centro de Ciências Jurídicas da UFPA (1987/1988) e, no período seguinte (1988/1990) funcionou como Membro do Colegiado do Laboratório de Pesquisa em comento.
Na efervescência dos trabalhos do Poder Constituinte no Brasil, em 1986, Roberto Aguiar publicou nova obra: “Os militares e a constituinte”. Sequencialmente produziu ensaios e artigos sobre o tema em evidência, foram eles: “A constituinte e o poder judiciário”; “Os militares e a constituição”; “A sociedade civil dispensa tutela”; e, “Notícias – constituintes: avaliação de um instrumento transformador”.  
Em 1987, foi nomeado e assumiu o cargo de Procurador da Fundação de Amparo e Desenvolvimento da Pesquisa do Estado do Pará (UFPA) até 1990. Da mesma maneira e pelo mesmo período foi Coordenador do Curso de Mestrado em Direito da UFPA, além de Superintendente Adjunto da Fundação Educacional do Estado do Pará (FEP). 
Roberto Aguiar foi convidado, pelo então Reitor da UnB em 1990 (Antonio Ibañez Ruiz), para assumir o cargo de Procurador-Geral da Universidade de Brasília e assim, veio transferido da Universidade Federal do Pará, como Professor Titular para o Departamento de Ciência Política e Relações Internacionais. Nos anos de 1991, 1992 e 1993, foi professor do curso de pós-graduação (mestrado) em Ciência Política e Relações Internacionais, nas disciplinas Os Militares e o Poder e Direito das Sociedades Comerciais. Da mesma feita, nos anos 1991/1992 foi Subcoordenador do Núcleo de Estudos para a Paz e Direitos Humanos (NEP) e do Centro de Estudos Avançados Multidisciplinares (CEAM) da UnB.
Presente nas atividades políticas e sensível aos anseios da sociedade do Distrito Federal, além da participação acadêmica intensa junto à UnB, ainda em 1990, Aguiar trabalha sobre a necessidade da criação de uma lei orgânica do Distrito Federal, como apresentou em “A lei orgânica do Distrito Federal: uma árdua luta para a sociedade”.  
Juntamente com José Geraldo de Sousa Junior trabalhou na organização de “Ensino jurídico-diagnóstico, perspectivas e propostas”, junto ao Conselho Federal da Ordem dos Advogados no Brasil, em 1992 e 1993, vez que seu livro “A crise da advocacia no Brasil” (1991) já havia provocado desconforto no meio jurídico. Pela edição da própria UnB, na revista Humanidades, apresentou também em parceria com José Geraldo de Sousa Junior “Novos paradigmas e o núcleo de estudo para a paz”, bem como seu “Histórico e propostas para novas práticas jurídicas”, ambos em 1992. Em 1993, quando da edição do segundo volume da Série “O Direito Achado na Rua”, além de ser o organizador oficial desse volume juntamente com José Geraldo de Sousa Junior, apresentou sua “Introdução crítica ao direito do trabalho”.
Foi Coordenador do Núcleo de Estudos para a Paz e Direitos Humanos (NEP/CEAM/UNB), 1992/1993; e nos anos seguintes 1993/1994, foi Diretor eleito do Centro de Estudos Avançados Multidisciplinares – CEAM. Também foi membro da Comissão de Ciência e Ensino Jurídico do Conselho Federal da Ordem dos Advogados do Brasil de 1992 a 1994.
De 1994 a 2000 foi Professor Titular de Filosofia do Direito no curso de pós-graduação (mestrado) do Departamento de Direito da UnB.  Nesse mesmo período foi professor de Modelos e Paradigmas da Experiência Jurídica no curso da graduação do Departamento de Direito da UnB.
Nos anos de 1995 e 1996, durante o mandato do Governador Cristovam Buarque, foi Consultor Jurídico do Governo do Distrito Federal, saindo desse cargo quando nomeado e empossado no cargo de Secretário de Segurança Pública do Distrito Federal em 19 de agosto de 1996, o qual exerceu até 31 de dezembro de 1998. Paralelamente participou da Banca Examinadora do Concurso para Professor Assistente de Teoria Geral do Direito da Faculdade de Direito da UnB, em 1997.
Aguiar foi professor de Direito Ambiental no curso de Mestrado desenvolvido em convênio entre o CDS/UnB e a Universidade Estadual de Mato Grosso do Sul, 1999. Nos anos de 1999 e 2000, foi Coordenador de Extensão da Faculdade de Direito da UnB. Coordenou o Projeto de Segurança Pública no Instituto da Cidadania, entre 2000/2001. 
Em 2002, assumiu com Secretário a Secretaria de Segurança Pública do Rio de Janeiro. Em 2003 e 2004 foi Conselheiro da Comissão de Anistia do Ministério da Justiça e esteve Professor de Direito Ambiental do Centro de Desenvolvimento Sustentável – CDS – da UnB.
Entre os anos de 2000 a 2004, o Professor Roberto Aguiar apresentou intensa produção intelectual com a publicação das obras: “Os Filhos da Flecha do Tempo” (2000); “Projeto segurança pública para o Brasil” (2002); “Educação ambiental: temas, teoria e prática” (2003); “Habilidades: ensino jurídico e contemporaneidade” (2004).
Em um momento de crise institucional generalizada, pela qual passou a Universidade de Brasília, (2008), o Professor Roberto Aguiar foi escolhido e nomeado pelo então Ministro da Educação, Fernando Haddad, para conduzir a Reitoria da UnB enquanto a mesma organizava novo processo eleitoral para cargo de Reitor.
Desde 2009, o Professor foi membro permanente do corpo editorial da Editora da Universidade de Brasília. Com igual empenho, no período de 2004 a 2011, Roberto Aguiar aplicou as disciplinas: Filosofia do Direito (graduação) – Filosofia do Direito e Segurança Pública (mestrado), no UniCEUB.
Em 7 de novembro de 2012, foi outorgado a Roberto Aguiar o título de Professor Emérito da Universidade de Brasília - UnB.

## Filosofia e pensamento
As contribuições acadêmicas de Roberto Aguiar, embora tenham na reflexão a respeito do Direito o seu principal tema, têm uma impressionante abrangência na gama de temas tratados, desde a educação jurídica, lutas políticas e fundamentos do direito, assim como trabalhos a respeito da temporalidade, do cosmos, da música, do meio-ambiente e das emoções. Nada mais coerente com sua visão sensível a respeito de um mundo complexo e interligado, em que a tentativa de geometrização e limitação dos fenômenos são um dos principais produtores de distorções e opressões. Nesse sentido:
“Pensar a humanidade com as contribuições que a ciência e o conhecimento atuais proporcionam implica abandonar qualquer pretensão geometrizadora do mundo, concepções de harmonias preestabelecidas, imaginários que deem a precedência da ideia sobre a matéria, ou desta sobre a primeira. Em uma gênese universal, da qual o homem participa, suas condutas, práticas e relações são influenciadas pela externalidade. A própria externalidade sofre a interferência humana, e participa dessa relação. A totalidade cósmica também caminha, porque o ser humano é habitante e parte deste universo.”
Em tal universo complexo, a relação do ser humano com o mundo é colocada belamente com uma analogia à música:
“A música me mostrou que o mundo observável, apesar da pretensão de harmonia que intentamos a ele atribuir, é sempre movimento, contradição, probabilidade, acontecimentos, relações, imprevisões e caos, e apresenta uma dimensão criativa que permite a ele se autoconstituir, subdividir-se em cenários não concebidos. Mas, apesar de todas essas características, existe uma certa direção de fundo, uma intenção, que sempre está presente, mesmo na história de maior desvio. (...) O próprio autor, muitas vezes, não sabe a dimensão do que pretende, ou mesmo se pretende alguma coisa, além da expressão de linguagem sonora. (...) A condição humana tem muito dessas características levantadas em relação à música. O fato de o ser humano nascer datado e situado possibilita a apropriação dos saberes, valores e práticas anteriores, mas também constitui limitação temporal que lhe dá a oportunidade de participação em curto prazo. Ele passa pela Terra em grande velocidade, desenvolvendo uma trajetória curta(...) As gerações e as culturas, como se fossem naipes dessa orquestra universal, dialogam com o tempo, senão por via dos sujeitos vivos, pelo menos por intermédio das criações, das experiências, das vivências e dos modelos de organização social, que são entretecidos sincrônicas e diacronicamente.”
Neste contexto amplo, o direito é colocado como uma estrutura que ocupa um papel de bastante eminência, uma vez que:
“O direito é um complexo espaço de lutas interpretativas, de conflitos semânticos, de embates linguísticos, tendo como pano de fundo os grandes conflitos políticos, econômicos, sociais e culturais que perpassam a sociedade. Logo, o direito nunca está posto, ele sempre está in fieri. Ele é expressão das lutas das sociedades, não se restringido à legalidade estatal, mas vicejando em todas as situações onde existam as relações de alteridade, onde os olhares diversos sobre problemas engendrem soluções novas, aberturas diferentes e consignação de novos direitos”
Observa Aguiar, porém, que ele (o direito) se encontra completamente inadequado para lidar com os desafios da realidade com a qual trabalha: 
“Tensão crucial vivida pelo direito positivo traduz-se pela inadequação de suas estruturas ao movimento do mundo atual. Sintetizando: o direito se expressa dentro de uma rígida hierarquia piramidal, quando os poderes mundiais tendem a se estruturar por redes, nem sempre democráticas (porque tentaculares), que capilarizam um constante diálogo e apontam para outros critérios de hierarquia, ou até mesmo pela sua negação. Logo, como esperar eficácia de estruturas e cabeças piramidais para solver problemas em sociedades que se expressam por teias e redes?”
A velocidade do mundo, como característica determinante de nosso contexto atual, também é um desafio para o Direito, como elucidam as passagens que seguem:
O corolário (...) é o da velocidade de nossa sociedade, onde os fatos e as transformações se dão segundo uma curva assintótica não acompanhada pelas estruturas jurídicas estatais, que são pesadas e lentas; mas essa aceleração vai, em seu complexo processo, urdindo comandos e construindo preceitos muitas vezes mais abertos e coletivos que os estatais, ao mesmo tempo em que também urde problemas terríveis, caracterizados por sua novidade, perversidade e apatia."
Se a velocidade é marca da guerra entre poderes político-econômicos, ela também é uma formadora e informadora de subjetividades, com evidentes efeitos de ordem psicológica, social e política, na medida em que, por via do cênico, faz da vida do cidadão comum um suceder de espetáculos des-hierarquizados, que só geram o comodismo, a paralisação e a indiferença (...) Mas, se a velocidade potencia a alienação, ela também engendra um efeito contraditório, por disseminar dados instantâneos em todos os recantos do mundo, o que pode ensejar efeitos contrários identificado por atitudes de resistência e de união de seres humanos que, antes, nunca poderiam se conhecer. A resistência, a busca de novas alternativas, conceitos e práticas e novos padrões civilizatórios saltam as fronteiras e urdem outros tipos de organização e disseminação de valores diferenciados.”
Diante dos fenômenos trabalhados em sua obra, Aguiar deixa claro a necessidade de uma profunda transformação ser realizada, a começar pela formação das pessoas encarregadas ou, que assim pretendem ser, da interpretação e aplicação do Direito: 
“A redução legalista do conhecimento jurídico, a mediocridade mercantil assumida pela grande maioria das escolas jurídicas e o entendimento segundo o qual o Estado é a única fonte de direito retiram da reflexão os aspectos éticos fundamentais para o desenvolvimento das teorias e práticas jurídicas e reduz as habilidades jurídicas a um conjunto de procedimentos formais, temporais e condicionais para atingir a objetivos defensivos ou acusatórios, tudo isso soba égide de uma legalidade não questionada e simplesmente aceita como “verdade” operacional legitimada pela sacralização do Estado.
Esta forma de praticar o direito, além de não atender aos reclamos da atualidade, reduz o âmbito dos conhecimentos necessários para seus profissionais e torna as escolas jurídicas um repositórios de fórmulas e padrões esquematizadores, que voltam as costas para o mundo do dado e entronizam como único objeto legítimo da juridicidade a norma positiva estatal.” 
A necessidade de uma aproximação multidisciplinar – tanto na educação jurídica quanto na atuação do Direito em si – é uma preocupação recorrente no pensamento do Professor Roberto Aguiar:
“Ora, todos sabemos da complexidade crescente do mundo agravada pela velocidade com que os problemas novos são apresentados. Só uma formação flexível, multidisciplinar, metodologicamente aberta, poderá propiciar o aparecimento de cientistas e operadores criativos, curiosos, envolvidos e abertos para o novo. Se a atual estrutura for mantida, as escolas de direito, seus responsáveis, seus professores e, principalmente, seus estudantes continuarão alheios às novas demandas, não terão capacidade de identificar mudanças, nem criatividade para administrar as novas situações advindas de novos problemas".  
Segue ele, em outro momento, a reforçar essa preocupação:
“Pelo que foi dito, o Direito com que o advogado trabalha não se esgota na legalidade estatal. O direito trabalhado pelo advogado está nas leis, nas ruas, nos movimentos sociais e nos avanços da ciência, da produção e da tecnologia. Acima de tudo, esse Direito é uma expressão de um processo que faz do advogado um sujeito partícipe de sua criação, na medida em que ele representa interesses, expectativas e projetos de grupos sociais e de coletividade emergentes. O advogado é um explicitador de direitos.Se ele se acanhar e desenvolver uma atividade reprodutora e restrita ao âmbito do Direito posto ou das interpretações requentadas desse Direito, perderá a grande oportunidade de trabalhar com o Direito por inteiro. Esse Direito mais amplo é um processo dinâmico que envolve a criação, renovação e aplicação de mandamentos que surgem das lutas sociais, das necessidades do avanço político, da democratização dos poderes e da concretização dos denominados direitos humanos que configuram como pautas histórico-políticas da dignidade humana.
O Direito mais amplo também abrange as novas questões que a ciência e a tecnologia colocam para o mundo. Após o advento da manipulação da energia nuclear, por exemplo, fez-se necessário revigorar o valor jurídico da vida, ao mesmo tempo em que obrigou o Direito a conhecer o fenômeno da energia nuclear para poder norma-lo, orientá-lo e controlá-lo. (...) Para enfrentar uma questão como essa, o Direito teve de levantar de seu leito napoleônico e da mecânica da máquina a vapor e mergulhar no mundo contemporâneo das grandes potências, do conflito norte-sul, da automação, da eletrônica, da mecânica quântica, da teoria da relatividade, dentre outros saberes novos. Para essa complexidade, o Direito tradicional não tem instrumentos. (...) O mais intrigante é que problemas como esse, originariamente científicos e tecnológicos, apresentam uma profunda repercussão política e jurídica. Nunca o saber-poder ficou tão claro na história”. 
Para além das limitações epistemológicas percebidas no Direito, o próprio modelo de conhecimento da contemporaneidade é uma fonte de preocupação e incômodo, uma vez que seu papel é intimamente ligado ao poder, entenda-se:
“O saber teórico ou especulativo, no sentido clássico do termo, não somente é normativamente controlado, como, também, na medida em que é ideológico, ocupa o lugar de controlador. (...) Para que esse saber seja desenvolvido na ordem e disciplina, é preciso que ele lance mão do grande saber do poder que é o saber burocrático, isto é, o saber que sabe implantar, desenvolver e corrigir instituições e procedimentos que controlem impessoalmente as ações e as posições sociais das pessoas que soa dependentes dessas instituições ou procedimentos.
A simbiose oficial entre o saber teórico e o saber burocrático é tão evidente que, hoje, nas instituições onde ele se processa, o poder real é exercido pelos detentores do saber burocrático, pois eles serão os representantes da burocracia estatal dentro da instituição pública ou os controladores da infraestrutura econômico-financeira nas instituições particulares. Assim, o saber teórico, que pode parecer independente à primeira vista, é dependente na realidade; que pode parecer neutro ao menos avisados, é comprometido em termos de produção e produto.”
Aqui, não apenas o poder é atrelado ao saber, mas seu exercício ultrapassa os canais oficiais de controle para formar a própria visão de mundo contemporânea: 
“Este livro origina-se de um mal-estar perante os modelos explicativos do ser humano e da natureza dominantes no senso comum dos cientistas e dos leigos. O resultado dessa compreensão e desses modelos foi este mundo brutal, competitivo, destruidor e suicida em que vivemos. Esse complexo de facetas resultou do exílio do ser humano em sua insignificação, num ente que rompeu todo elo de pertinência com qualquer contexto divino, natural e social.
O ser humano tornou-se um ser que tem como único sentimento a disputa, o combate e a guerra de aniquilação de seu inimigo, seja ele pessoal, político, étnico e comercial. A vida é embate mortal. A crueldade, a maldade e o extermínio são naturais, até porque se entende que as análises devem ser mais quantitativas que qualitativas. A exclusão e as desigualdades não emocionam. Elas poderão ter algum efeito se o impacto sobre o mercado for grande, ocasionando diminuição de lucros. No mais, nenhum sentimento, nenhuma compaixão.”
Seria a partir desta visão distorcida de mundo, portanto, que a opressão e as desigualdades tomam forma como grandes problemas a serem atacados na atualidade:
“A desigualdade, a opressão, as repressões e toda forma de violência estão embasadas no estranhamento do outro, da não-aceitação da igualdade originária, na negação da história profunda comum, no esquecimento da participação comum no drama cósmico e social, no encurtamento das origens pela interferência das nacionalidades artificiais, na criação de tradições inexistentes e no surgimento de etnias recentes, nos conflitos destruidores do passado e do presente, e na disputa hegemônica em termos políticos, sociais e econômicos, que traduz uma visão suicida de fundo. A fragmentação e a desigualdade tornaram-se naturais; a destruição do mais fraco pelo mais forte, um imperativo das leis da natureza. O ser humano não pertence a nada. A condição humana é um acidente passageiro em um universo apático. Sua memória é curta como são curtos os seus pensamentos. No fundo, dentro desse paradigma, o ser humano é artificial."
É grave o diagnóstico demonstrado, porém, Aguiar acredita que a partir da superação entre as dualidades paralisantes que caracterizaram a modernidade, tais como: razão e paixão, técnica e ética, semelhança e diferença, homem e natureza, assim como a ciência e arte; há espaço para o surgimento do Ser integral:
“Os entes sociais, para viver em liberdade, necessitam ser unos e plurais. Eles não podem vicejar no terreno da homogeneidade, da imposição de pensamento e prática. Também perdem sua identidade quando a pluralidade é mais um fenômeno estatístico, que quantifica somando semelhanças e tende a desconsiderar os diferentes e as diferenças. As sociedades plurais e sem norte caminham para a dissolução, para a inflexão dos indivíduos e si mesmos e para a perda do sentido da história, do projeto pessoal e das utopias. Só a convivências da unidade na variedade, da totalidade com as diferenças, poderá construir sistemas unos, porém dinâmicos e mutáveis, e manter seu sentido de complexidade e possibilidade de saltos para patamares mais avançados de ser.” 
O pensamento e a filosofia de Roberto Aguiar, por fim, não provém apenas de sua vasta produção acadêmica, mas permeiam todos os momentos de sua vida e atividade profissional e política, tanto como professor quanto nos diversos cargos que ocupou ao longo de sua jornada. A sensibilidade e a coerência são marcas de toda sua produção, caracterizada por uma sofisticação teórica que não deixa nada a desejar na prática indispensável de seus preceitos:
“Sempre fui estimulado pela prática. A teoria para mim só tem significado se estou com o pé na história. Nós, intelectuais, devemos contribuir para a solução dos problemas do Brasil. Sempre que estive apenas na academia, acabei caindo na tentação de aceitar desafios como esse no Rio de Janeiro ou como foi em Brasília há quatro anos (Aguiar foi secretário de Segurança Pública do governador Cristovam Buarque, ex-reitor da UnB). É necessário parar apenas de jogar pedra na vidraça e ter coragem de ser a vidraça.”
“Quando imaginam um secretário de segurança, pensam em um homem de botas, que gosta de Aldemar Dutra. Eu sou um professor de filosofia do direito e gosto de Brahms. Quando defendo a segurança pública que respeita a lei e os direitos humanos, quando uso ciência e tecnologia como forma de investigação ou crio sistemas de inteligência orientados para a ordem democrática é a academia que mora dentro de mim quem orienta essas ações. Além disso, fui privilegiado por conhecer a polícia sob três pontos de vista - como preso político, como advogado e como chefe. Esse é um grande problema para se atacar.”
Roberto Aguiar, ao deixar esta vida em julho de 2018, deixou-nos também um legado. A sua obra escrita é apenas uma parte desse legado, a outra parte é a sua própria vida. É tal como no conto de Jorge Luís Borges, “El Jardín de senderos que se bifurcan” (1996, p. 472-480).
Nele, o personagem principal, um espião chinês a serviço dos alemães durante a i guerra, descobre o real significado de um romance confuso e desconexo, escrito por seu bisavô, Ts’ui Pên. Nessa intrincada obra, o herói morria no terceiro capítulo e reaparece no quarto sem qualquer coerência narrativa, além de outras inconsistências. Um político e intelectual reconhecido, Ts’ui Pên abandonou tudo para dedicar seus últimos e solitários anos de vida a compor um livro e um labirinto. Quando morreu, somente deixou os manuscritos de seu romance caótico. No entanto, a obra era o próprio labirinto, duas coisas em uma só.
No labiríntico romance, o tempo não era uniforme e absoluto, mas era plural, uma verdadeira rede de temporalidades paralelas, ora divergentes, ora convergentes. Por isso, o herói podia morrer e reaparecer na obra, o passado não condicionava o futuro mecanicamente. O tempo não é uma coisa linear, ele é feito de múltiplas escolhas, onde o passado e o porvir estão abertos a inúmeras possibilidades, inclusive as mais contraditórias.
Roberto Aguiar é como Ts’ui Pên, sua obra é o próprio labirinto da vida, onde o “ser humano é um ser que participa e interage em várias direções e facetas. Ele é parte de um grande todo aberto e probabilístico, no qual ele se perfaz. A integralidade do ser humano está nessa participação-processo, nessa obra aberta em que não existem determinações intransponíveis” (aguiar, 2000, p. 74).
Adentrar no labirinto da obra de Roberto Aguiar, na reflexão crítica do Direito, a educação, as ciências, a política, a temporalidade, o cosmos, a música, o meio ambiente e as emoções humanas, seria como ler o “El jardin de senderos que se bifurcan” de Ts’ui Pên, intrincado, sinuoso e desconcertante, assim como também sensível, belo e provocador.
Vale aqui a sugestão dada ao personagem do conto de Borges, quando adentrava no labirinto: “pero usted no se perderá si toma ese camino a la izquierda y en cada encrucijada del camino dobla a la izquierda” (1996, p. 474).

## Obras
1. Ensaio: Algumas Contribuições da Filosofia da Ciência ao Estudo do Processo Penal, in  Revista dos Tribunais nº 452.
2. Direito, poder e opressão- São Paulo, Alfa-Omega- 1ª edição 1980, segunda em 1984 e terceira em 1990, quarta em 1999
3. O que é justiça- uma abordagem dialética-São Paulo, Alfa-Omega- 1ª edição 1982, segunda  em 1987 e terceira em 1992, quarta em 1995 e quinta em 1999.
4. LSN- a lei da insegurança popular, in Segurança do povo, um desafio à comunicação, org. Joana Puntel, São Paulo, Paulinas, 1984.
5. Intervenções militares e o papel constitucional das forças armadas em coautoria com Eliézer Rizzo de Oliveira. Núcleo de Estudos Estratégicos da Universidade Estadual de Campinas-UNICAMP, outubro de 1985- 27 páginas.
6. Os militares e a constituinte, São Paulo, Alfa-Omega, 1986.
7. Pós-graduação em direito: uma experiência crítica e regionalizante -Anais do V Encontro de Pesquisadores do Norte do Brasil, Manaus, UFAM, 1986.
8. A constituinte e o poder judiciário, in Revista da OAB-BA, 1986.
9. Socialismo e Democracia  (Ano III – Nª 9). Autor de Capítulo (Foi entrevistado). Editora Alfa-Omega: São Paulo- PS, 1986.
10. Os militares e a constituição- trabalho apresentado no encontro da ANPOCS- 1985.
11. A sociedade civil dispensa tutela- VEJA- 1986.
12. Notícias- Constituintes: avaliação de um instrumento transformador. in Participação popular e cidadania- a igreja no processo constituinte/CNBB.São Paulo: Edições Paulinas, 1990.(Coleção estudos da CNBB, v.60). pp. 45-67.
13. A lei orgânica do distrito federal: uma árdua luta para a sociedade, Brasília/DEX/UnB, 1990.
14. A crise da advocacia no Brasil, São Paulo, Alfa-Omega, 1991. 2ª ed. 1994. 3a. Ed. 1997.
15. Ensino jurídico-diagnóstico, perspectivas e propostas, Brasília, Conselho Federal da Ordem dos Advogados do Brasil, organizadores: José Geraldo de Souza Júnior e Roberto A.R. de Aguiar, 1992.
16. Ensino Jurídico- parâmetros para elevação de qualidade e avaliação, Brasília, Conselho Federal da Ordem dos Advogados do Brasil, organizadores: José Geraldo de Souza Júnior e Roberto A.R. de Aguiar, 1993.
17. Introdução crítica ao direito do trabalho, Série o Direito Achado na Rua, v. 2, Brasília, UnB/CEAD/NEP, 1993, organizadores: José Geraldo de Souza Júnior e Roberto A. R. de Aguiar.
18. Novos paradigmas e o núcleo de estudos para a paz, coautoria com José Geraldo de Souza Júnior. Humanidades, EDUNB, vol. 8, nº 4, 1992, p. 448.
19. Histórico e propostas para novas práticas jurídicas. Humanidades, EDUNB, vol. 8, nº 4, 1992, p.505.
20. A crise da advocacia no Brasil, in Anais da XIII Conferência Nacional da OAB, 1991. p.447.
21. Justiça, in O pensamento inquieto, Brasília, EDUNB, 1993. p. 97-118.
22. O imaginário dos juristas, in Revista de Direito Alternativo nº 2- 1993. pp.18-27.
23. Ética e direitos humanos, in Desafios éticos, livro organizado pelo Conselho Federal de Medicina, Brasília, 1993. pp. 80-89.
24. Suporte legal para a ação fiscalizadora dos Conselhos, in Cadernos do CREMEB nº 1-Conselho Regional de Medicina da Bahia- 1993. pp. 13-18.
25. Debates sobre a ação fiscalizadora dos Conselhos. Roberto A.R. de Aguiar, Carlos Henrique Souza Moreira, José Alberto Hermógenes de Souza, Hércules Sidney Pires Liberal e Laerte Andrade Vaz de Melo. Caderno do CREMEB nº 1. 1993. pp. 23-84.
26. A Lei Orgânica do Distrito Federal: uma árdua luta para a sociedade, in Projeto Pró-Lei Orgânica do Distrito Federal-uma breve memória 1990-1992. Universidade de Brasília, Decanato de Extensão, 1993. pp. 22-32.
27. Direito do meio ambiente e participação popular. Brasília. IBAMA-Instituto Brasileiro do Meio Ambiente e dos Recursos Naturais Renováveis, 1994. 109 páginas. 2ª edição, 1996. 3ª edição 1998, 4a edição 1999 e 5a edição 2000.
28. Poluição da bacia do rio Tubarão(SC).(Relator) in O Tribunal da água: casos e descasos. Christian Guy Caubet(org.) Florianópolis. Imprensa Universitária da UFSC. 1994. p.100-107.
29. Poluição dos rios Mãe Luzia e Araranguá(SC). (Relator) in O Tribunal da água: casos e descasos. Christian Guy Caubet(org.) Florianópolis. Imprensa Universitária da UFSC. 1994. p.138-141.
30. Os desafios contemporâneos à juridicidade. in Direito e Justiça, Ano III, nº 151. Suplemento do Correio Brasiliense de 11 de abril de 1994. p. 4-5.
31. Parceria Estado-Sociedade: aspectos jurídicos. in Subsídio- Texto para reflexão e estudo. INESC, Brasília. junho de 1994- Ano II, nº18. 08 pp.
32. Significação do Direito no Planejamento Estratégico Alternativo para o Brasil. in Direito em Debate nº 4. Setembro/94. Universidade de Ijuí. pp. 9-28.
33. Bioética e direito: saberes que se interpenetram. in Humanidades, nº 34. outubro/1994, Brasília, pp. 400-406.
34. Universidade e Contemporaneidade: A Questão Multidisciplinar. in Estudos nº 14. dezembro/1994, Brasília, Associação Brasileira de Mantenedoras de Ensino Superior, pp. 43-48.
35. Reforma do Estado: a estrutura federativa, distribuição e relação entre poderes. Constituição do direito e organização da Justiça. in Projetos Estratégicos Alternativos para o Brasil- Conferência do Rio de Janeiro- FASE- FUJB- 1995 pp. 207-216.
36. Os grandes problemas do país são também da humanidade, in Anais da I Conferência Nacional de Segurança Alimentar/Conselho de Segurança Alimentar. Secretaria Nacional da Ação da Cidadania. Ação da Cidadania contra a fome, a miséria e pela vida. Brasília. 1995 pp. 55-58.
37. Revisão Constitucional, in Cadernos de Direito Social, Ano I/ nº 3, Anais do 1º Seminário Comunitário sobre a Revisão Constitucional,  editado pelo Programa Cidadania e Direitos Humanos, da Universidade do Estado do Rio de Janeiro. Rio, 1995. pp. 29-38.
38. Análise crítica das conclusões da 2ª Semana Social Brasileira, in Textos de Apoio, Nova Série nº 6, 2ª Semana Social Brasileira- Brasil: Alternativas e Protagonistas. Brasília, 1995. pp. 1-6.
39. A justiça federal na visão da imprensa. Série Cadernos do CEJ nº 13. Conselho da Justiça Federal- Centro de Estudos Judiciários.Brasília, 1995. pp. 93-97.
40. A Contemporaneidade e o Perfil do Advogado (Capítulo). OAB Ensino Jurídico – Novas Diretrizes Curriculares: Brasília, DF – 1996.
41. Jhering e o direito no Brasil. João Maurício Adeodato (organizador). Recife, Editora Universitária UFPE, 1996. Capítulo: Os novos desafios sociais.pp. 188-201.
42. Entrevistas para a História. Autor de Capítulo – (Foi escolhido para ser entrevistado e participar da coletânea). Dom Quixote Editora: Brasília – DF, 1997.
43. Poder Judiciário e Cidadania. São Paulo. Linha Direta. 1999.
44. Diagnóstico do Sistema de Segurança Pública Nacional, in Marcos Antonio Paiva Colares, Cristina Zackseski e Roberto A.R. de Aguiar. Cidadania e Segurança: Superando o desafio.  Brasília. Comissão de Direitos Humanos do Conselho Federal da OAB. 1999.
45. Quem está escrevendo o futuro? Washington Araújo (organizador). Brasília. Editora Letraviva. 1999. Capítulo: Quando o futuro é hoje. pp.329-340
46. Os Filhos da flecha do tempo: pertinência e rupturas. Brasília. Letraviva. 2000. 365 pp.
47. Que és justicia: un abordaje dialético. Buenos Aires:Associacion Americana de Juristas. 2001.
48. Ensaios sobre ciência Política. Resenha do livro Ensaios sobre ciência política na Itália, editado pela EdUnb, publicada em O Correio do Livro da UnB, ano I, n. 2 março/maio 2001. pp. 32-34.
49. É possível construir uma Segurança Pública sem violência?, in Djaci David de Oliveira, Sales Augusto dos Santos e Valéria Getúlio de Brito e Silva(organizadores)Violência policial-Tolerância Zero? Goiânia: Ed. da UFG; Brasília: MNDH, 2001. pp.201-216.
50. Resenha: Ensaios sobre ciência Política de Norberto Bobbio, in Correio do Livro da UnB, ano I, no. 2, março/maio de 2001.
51. Projeto Segurança Pública para o Brasil. Coordenador temático. São Paulo, Instituto Cidadania, 2002
52. O Direito Achado na Rua: um olhar pelo outro lado. In Mônica Castagna,José Geraldo de Sousa Júnior e Fernando da Costa Toutinho Neto (Organizadores),Introdução Crítica ao Direito Agrário. Brasília: GTRA/DEX/FD/NED/ Editora UnB/Imprensa Oficial do Estado de São Paulo. 2002. pp.51-56.
53. Bolsa Escola: uma contribuição. Ensaio. Brasília: Mec, 2003.
54. Educação ambiental: temas, teoria e prática. Rio de Janeiro: Editora Senac Nacional, 2003-E-Book
55. Habilidades: ensino jurídico e contemporaneidade. Rio de Janeiro. DP&A, 2004.
56. Criminologia e Cinema: Perspectivas sobre o controle social. Autor do Prefácio do E-Book. Brasília: UniCEUB,  2012.